# Onuphis farallonensis
Onuphis farallonensis är en ringmaskart som beskrevs av Edward Hobson 1971. Onuphis farallonensis ingår i släktet Onuphis och familjen Onuphidae. Inga underarter finns listade i Catalogue of Life.